# Trsteno (żupania krapińsko-zagorska)
Trsteno – wieś w Chorwacji, w żupanii krapińsko-zagorskiej, w gminie Tuhelj. W 2011 roku liczyła 140 mieszkańców.